# A Promise (Xiu Xiu)
A Promise è il secondo album in studio del gruppo musicale statunitense Xiu Xiu, pubblicato nel 2003.

## Tracce
1. Sad Pony Guerrilla Girl – 3:18
2. Apistat Commander – 4:35
3. Walnut House – 4:41
4. 20,000 Deaths for Eidelyn Gonzales, 20,000 Deaths for Jamie Peterson – 3:16
5. Pink City – 2:13
6. Sad Redux-O-Grapher – 3:19
7. Blacks – 3:14
8. Brooklyn Dodgers – 3:51
9. Fast Car (Tracy Chapman cover) – 5:53
10. Ian Curtis Wishlist – 4:33